# سفر کاترین بزرگ به کریمه

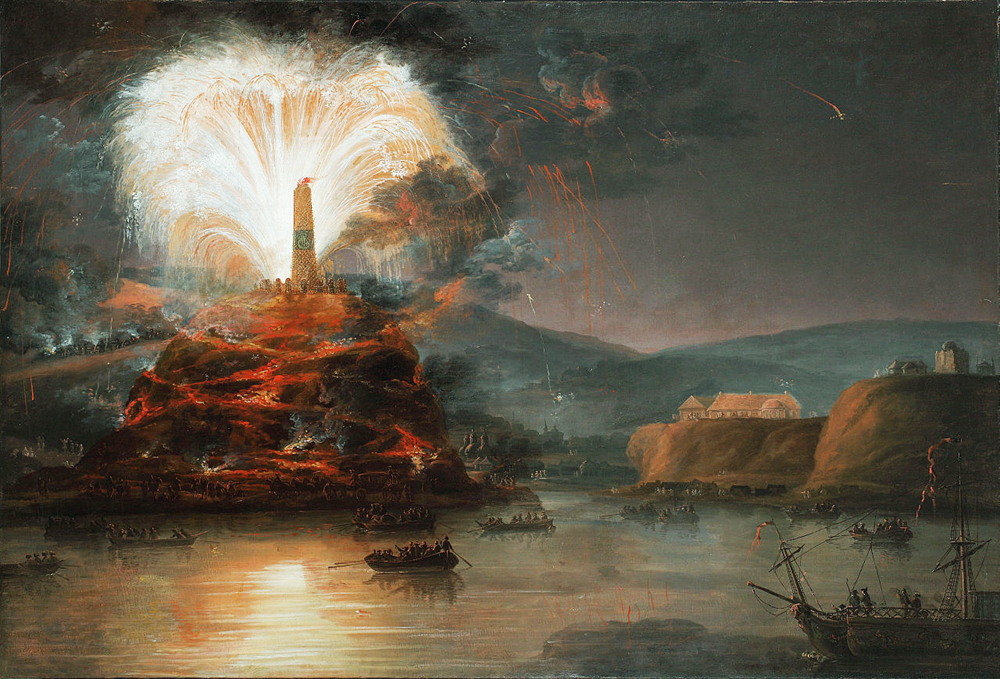
روشنایی شبانه به افتخار کاترین بزرگ در رودخانه دنیپر

سفر کاترین بزرگ به کریمه یک سفر شش‌ماهه بود (۲ ژانویه ۱۷۸۷–۱۱ ژوئیه ۱۷۸۷) سفر بازرسی کاترین دوم روسیه به سرزمین‌های تازه اشغال شده روسیه جدید و کریمه، در نتیجه جنگ‌های پیروزمندانه علیه امپراتوری عثمانی (۳۹–۱۷۳۵و ۱۷۶۸–۷۴) و معاهدات صلح با قزاق هتمانیت به دست آمد و به دنبال آن انحلال اجباری زاپوروشیان سیچ. این سفر به همراه چند سفیر انجام شده‌است. در طول سفر وی با امپراتور اتریش ژوزف دوم دیدار و ناشناس سفر کرد. این سفر توسط گریگوری پوتمکین، معشوق کاترین دوم ترتیب داده شده بود. این سفر هنگامی اتفاق افتاد که جنگ روسیه و ترکیه (۱۷۹۲- ۱۷۸۷) به زودی شروع شد.
از آن زمان که این عبارت «دهکده پوتمکین» به وجود آمده‌است، با اشاره به افسانه ای در مورد روستاهای جعلی که به سرعت توسط پوتمکین در امتداد مسیر کاترین ساخته شده‌است، برای تحت تأثیر قرار دادن وی بود.